# Gabriela Schaaf
Gabriela Schaaf (Basileia, 15 de março de 1960), é uma cantora suíça radicada em Portugal que fez parte da Banda do Casaco. Em 1979 ficou em segundo lugar no Festival da Canção.

## Biografia
Gabriela Schaaf, nasceu em Basileia na Suíça a 15 de março de 1960. Em 1971 mudou-se com os pais para Portugal passando a morar no Porto, onde frequentou o Colégio Alemão. 

Capa do disco Outra Vez, publicado em 1982.

Lá conhece o maestro e músico José Calvário que a convida a fazer audições que a integrar a Banda do Casaco como vocalista.  Tem apenas 17 anos quando em 1977, grava  três dos temas do disco da banda Hoje há Conquilhas Amanhã Não Sabemos, sendo País: Portugal um deles. 
Quando Nuno Rodrigues e António Avelar de Pinho saem da banda e trocam a editora Imavox pela Valentim de Carvalho ela vai com eles.  São eles os autores do tema do seu primeiro single a solo, Põe os Teus Braços à Volta de Mim, editado pela Decca Records em Maio de 1978 que é bem sucedido. 
Em 1979, concorre ao Festival RTP da Canção com a canção Eu só quero e fica em segundo lugar.  Volta a concorrer em 1986 com o tema Cinza e Mel e e volta a não ganhar. Regressa ao festival em 2017 desta vez como júri. 
No mesmo ano grava e lança o álbum Vídeo que é editado pela EMI e do qual faz parte o tema Homem Muito Brasa, que contribuiu fortemente para a sua popularidade em Portugal e cujo videoclip conta com a participação de Herman José.  Em 2015, a versão da banda Seda foi incluída na banda sonora da telenovela A Única Mulher emitida pela TVI. 
Faz uma pausa da carreira e vai viver para Nova Iorque, onde dá aulas de alemão e português e tem aulas de jam-session com o pianista Peter Allen.  É durante período que em 1982, grava o album Outra Vez. Este novo disco incluía o tema Leva-me ao cinema escrita por Carlos Tê e foi produzido pelo baterista Jerry Marotta e Nuno Rodrigues da Banda do Casaco. 
Regressa a Portugal em 1985 e no ano seguinte grava o single Only A Fool gravado em Bath nos Landsdown Studios, e que apenas tem canções cantadas em inglês. Apesar do ultimo fôlego dado por este ultimo álbum, abandona a carreira artistica e muda-se para Zurique onde se instala definitivamente. 

## Discografia Seleccionada
A sua discografia é composta por:  

### Albúns
- 1977 - Hoje Há Conquilhas Amanhã Não Sabemos, da Banda do Casaco [5][16]
- 1979 - Vídeo, albúm a solo editado pela EMI [17]
- 1982 - Outra Vez, albúm a solo editado pela Valentim de Carvalho [7][18]

### Singles
- 1978 - Põe os Teus Braços à Volta de Mim, single editado pela Decca

- 1979 - Eu Só Quero, single editado pela Decca [19][20]

- 1979 - O Amor é Mais, single editado pela EMI

- 1980 - Homem Muito Brasa, single editado pela EMI [21]

- 1982 - Leva-me Ao Cinema, single editado pela EMI

- 1986 - Only a Fool, single editado pela Polydor [22]

### Compilações
- 1997 - Põe os Teus Braços à Volta de Mim, Colecção Caravela editada pela EMI [4]

## Ligações Externas
- Gabriela Schaaf no Festival da Canção de 1979: Eu só quero
- Tema: Um homem muito brasa (1979)
- Tema País: Portugal da Banda do Casaco